# Turmhügel Grubach
Der Turmhügel Grubach ist eine abgegangene mittelalterliche Turmhügelburg (Motte) am Nordwestrand des Ortsteiles Grubach der Stadt Berching im oberpfälzischen Landkreis Neumarkt in der Oberpfalz von Bayern. Der Turmhügel ist im BayernAtlas als Bodendenkmal D-3-6834-0004 mit vor- und frühgeschichtlicher Zeitstellung ausgewiesen.
Über diese Niederungsburg sind keine geschichtlichen oder archäologischen Informationen bekannt, sie wird grob als mittelalterlich datiert.
Der Turmhügel liegt am Rand einer Hochfläche mitten in einem Schürfgrubenfeld über dem Allmannsbrunn im Quellgebiet des Hirschbaches. Der Hügel, der ca. 2,5 m hoch ist, wird von einem Graben umgeben. Sein oberer Durchmesser beträgt etwa 8 m. Der Graben ist ca. 1 bis 1,5 m tief und 3 m breit. Die wesentlich jüngeren Schürfgruben stehen in keinem Zusammenhang mit der Motte.